# Chondracanthus ornatus
Chondracanthus ornatus – gatunek widłonoga z rodziny Chondracanthidae. Nazwa naukowa tego gatunku skorupiaków została opublikowana w 1900 roku przez brytyjskiego zoologa Thomasa Scotta.